# Vua Việt Nam
Vua Việt Nam là các quân chủ của nước Việt Nam độc lập tự chủ từ thời dựng nước đến Cách mạng Tháng Tám năm 1945, tùy thuộc vào hoàn cảnh lịch sử mà vua Việt Nam có thể mang tước hiệu khác nhau. Tước hiệu cao nhất là Hoàng đế, thấp hơn là vương hoặc quân có lúc còn không có tước hiệu mà chỉ là chức vụ đứng đầu một địa phương như: Tiết độ sứ hay Đô thống sứ.

## Khái quát
Trong huyền sử, khái niệm vua Việt Nam được ghi chép từ thời Hồng Bàng (các Hùng Vương với nước Văn Lang), nhưng còn nhiều điểm nghi vấn chưa thể khẳng định rõ ràng. Sau đó, An Dương vương cướp ngôi họ Hùng lập ra nhà Thục với nước Âu Lạc rồi họ Triệu (Triệu Đà) lấy nước của nhà Thục. Thế nhưng, Hồng Bàng thị là dòng dõi Thần Nông thị, Thục Phán An Dương vương là hậu duệ Khai Minh thị còn Triệu Đà cũng là người Hán... Như vậy, những triều đại sơ khai đều có sự nghi vấn gây tranh cãi. Trong ngàn năm Bắc thuộc từng trỗi dậy những chính quyền nhưng thời gian tồn tại chưa được bao lâu đã bị dẹp yên, sự nghiệp chưa ổn định lâu dài nên chưa thể cấu thành triều đại. Từ khi họ Khúc giành lấy quyền tự chủ cho đến hết loạn 12 sứ quân, danh nghĩa Việt Nam vẫn chỉ là một phiên trấn của Trung Quốc với cái tên Tĩnh Hải quân, các nhà lãnh đạo Việt Nam thời tự chủ chỉ ở mức Tiết độ sứ cả trong nước và ngoại giao, đến lúc Ngô Quyền đánh đuổi quân Nam Hán mới tự xưng Vương. Bắt đầu từ đấy, vua Việt Nam mới chính thức được xác định, tuy nhiên, nhà Ngô vẫn chưa đặt quốc hiệu. Bấy giờ bên Trung Quốc cũng đang loạn to, chính quyền trung ương còn mải lo đánh dẹp nên chưa thể nhòm ngó xuống mạn cực nam, chỉ có nước Nam Hán kế cận thỉnh thoảng xung đột mà thôi. Đến thời nhà Đinh, đối với thần dân trong nước, các vua người Việt đã xưng hoàng đế và đặt quốc hiệu là Đại Cồ Việt, gặp lúc nhà Tống cũng mới chấm dứt cục diện Ngũ đại Thập quốc nên sai sứ sang sắc phong vua Đinh làm Giao Chỉ quận vương, từ đó nền quân chủ Việt Nam mới được xác lập.
Sau các cuộc tấn công thất bại của nhà Tống, Trung Quốc đã phải công nhận quyền lực của người Việt ở Thăng Long. Nước Việt được xem như một dạng chư hầu đặc biệt mà Trung Quốc không thể sáp nhập bằng vũ lực; nhưng ngược lại, người Việt cũng phải công nhận Trung Quốc là một nước lớn, về phương diện ngoại giao phải chịu lép nhường thần quyền con trời, mạng trời cao hơn cho vua Trung Quốc, tuy vua Việt vẫn có quyền xưng là con trời và vâng mệnh trời cai trị dân đối với dân nước Việt. Vua Việt Nam tự ví mình với Mặt Trời như vua Trung Quốc. Từ đây, mô hình chính trị Trung Hoa đã được Việt hóa và phát triển để khẳng định ngai vua ở Thăng Long là ngai vàng của Hoàng đế nước Nam trị vì "Đế quốc phương Nam" theo mệnh trời. Hệ thống triều đình của các vua nước Việt cũng tương tự các triều đình của vua chúa Trung Quốc, các nghi thức và danh phận của các vị quan cũng tương tự như quan lại Trung Quốc.
Các vị vua nước Việt đã sử dụng rất nhiều nghi thức, biểu tượng chỉ dành riêng cho vua Trung Quốc như áo long bào màu vàng có rồng năm móng, giường long sàng, ngôi cửu ngũ, khi chết thì dùng từ "băng hà" và xây lăng có đường hầm dẫn xuống huyệt. Các vua nước Việt được chính thức dùng các nghi thức đặc biệt nhạy cảm với vua Trung Quốc như thờ trời, tế trời ở đàn Nam Giao, được quyền cai quản các thần linh ở nước Việt, được quyền phong chức tước cho các thánh, thần, sông núi ở nước Việt, có lẽ chỉ ngoại trừ vua Đồng Khánh là vị vua Việt Nam duy nhất chịu làm em của một nữ thần mà thôi...; có vua Việt Nam còn mượn cớ đau chân để khỏi quỳ gối trước chiếu chỉ của vua Trung Quốc để chứng tỏ mình không phải là cấp dưới của vua Trung Quốc. Tóm lại, các vị vua của Việt Nam là các vị vua thực sự như các vua Trung Quốc.
Các vua Việt Nam đã dùng gần như đầy đủ các nghi thức thần quyền quân chủ dành riêng cho vua chúa Trung Quốc, chỉ có cái khác duy nhất là quyền lực thần quyền này không được phép áp đặt lên dân Trung Quốc, ngược lại, quyền lực thần quyền của vua chúa Trung Quốc cũng không áp đặt được lên vua quan và dân nước Việt, các quan của triều đình Việt Nam thì chỉ tuân lệnh và trung thành với vua Việt Nam mà thôi.
Thiên mệnh của vua Trung Quốc chỉ kéo dài đến biên giới Việt – Trung. Theo ý thức thần quyền của hai chế độ quân chủ thì biên giới này do Trời vạch sẵn và được Trời cũng như các thần bảo vệ. Cả hai nước đều ý thức được tầm quan trọng của đường biên giới này trong việc duy trì quyền lực giữa hai nước và đã giữ được sự cố định truyền thống của nó trong một thời gian rất dài trong lịch sử. Quan hệ triều cống với Trung Quốc được coi là lựa chọn thay thế duy nhất cho đối đầu, chiến tranh hoặc cấm vận kinh tế với giá rẻ nhất.
Vì vậy các triều đại phong kiến Việt Nam trên danh nghĩa vẫn là một phiên thuộc của các triều đại phong kiến Trung Quốc, hầu hết các vị vua Việt Nam lên ngôi đều phải chịu sắc phong của Trung Quốc; hoặc phải để vua Trung Quốc hợp thức hóa vương vị và thần quyền của mình như vua Quang Trung. Vào lúc loạn lạc thay đổi triều đại ở Việt Nam là cơ hội tốt để các triều đại quân chủ và phong kiến phương Bắc mượn cớ giúp vua triều trước, không chịu sắc phong cho vua mới hoặc đem quân qua can thiệp nhằm chiếm đóng và đô hộ lâu dài nước Việt như thời nhà Minh, nhà Thanh. Một số vua khác chỉ trị vì trên danh nghĩa, quyền lực thực sự lại nằm trong tay các vị chúa hoặc các đại thần và phe cánh, hầu hết các vị vua đều được biết bằng miếu hiệu hoặc thụy hiệu và tôn hiệu vắn tắt, những trường hợp vị quân chủ chỉ đặt một niên hiệu trong thời gian tại vị thì sẽ được biết đến bằng niên hiệu. Có những vị vua tuy thực tế cầm quyền nhưng sau thất bại cho nên không được  các sử gia phong kiến công nhận, vì theo quan điểm thời đó họ chỉ là phản tặc hoặc nghịch thần,  do đó họ chỉ được gọi theo tước hiệu khi chưa lên ngôi, tước hiệu sau khi bị mất ngôi hoặc gọi thẳng tên huý.
Đối với Trung Quốc thì vua Việt Nam có tước hiệu là:
- Tĩnh Hải quân Tiết độ sứ: thời họ Khúc, họ Dương, họ Kiều và nhà Ngô.
- Giao Chỉ quận vương: thời nhà Đinh, nhà Tiền Lê[c] và giai đoạn đầu nhà Lý.[d]
- An Nam quốc vương: giai đoạn cuối nhà Lý,[e] nhà Trần, nhà Hồ, nhà Lê sơ, giai đoạn sau nhà Lê trung hưng[f] và nhà Nguyễn Tây Sơn.
- Quyền thự An Nam quốc sự: giai đoạn đầu thời Hậu Lê.[g]
- An Nam Đô thống sứ: thời nhà Mạc[h] và giai đoạn đầu nhà Lê trung hưng (khi triều đại này đã khôi phục Thăng Long).
- Việt Nam quốc vương: giai đoạn đầu nhà Nguyễn.[i]

Sau đây là danh sách vị vua Việt Nam từ khi hình thành nhà nước đến hết thời kỳ quân chủ. Trong danh sách này, ngoài những vị vua còn liệt kê một số nhân vật không phải vua nhưng đã nắm giữ thực quyền cai trị tối cao lãnh đạo đất nước như: các vị Tiết độ sứ thời tự chủ, các chúa Trịnh và chúa Nguyễn thời Lê trung hưng... Những vị vua tự xưng, dù chế độ chưa thực sự ổn định nhưng do chống ngoại xâm nên cũng bỏ qua sự trung lập mà đưa vào để tôn vinh sự chính thống và độc lập dân tộc:

## Thời kỳ nguyên sử

### Hồng Bàng(2879–258TCN)
Theo Đại Việt Sử ký Toàn thư, tính từ thời Kinh Dương Vương (2879 TCN) cho đến hết thời Hùng Vương (năm 258 TCN) kéo dài 2.622 năm. Nhà nước Văn Lang tồn tại đến năm 258 TCN thì bị Thục Phán (tức An Dương Vương) thôn tính.
| Đời vua       | Vương hiệu                      | Chữ Hán Nôm | Năm trị vì theo giả thuyết  | Ghi chú |
| ------------- | ------------------------------- | ----------- | --------------------------- | --- |
| Thượng Tổ (1) | Kinh Dương Vương                | 涇陽王      | 2879 – 2794 (hoặc 2793) TCN | Húy là Lộc Tục (祿續), thuộc chi Càn (支乾) gắn liền với trời. Thành lập Vương triều thứ nhất. |
| Thái Tổ (2)   | Lạc Long Quân (Hùng Hiền Vương) | 駱龍君      | 2793 (hoặc 2792) –2524 TCN  | Lạc Long Quân, húy là Sùng Lãm (崇纜), con trai của Vua Kinh Dương với Thần Long. Ngài thuộc chi Khảm (支坎) gắn liền với nước và thành lập Vương triều thứ hai. Sinh thời, Lạc Long Quân chưa phải là Hùng Vương, vì phải đến thời con trai của ngài lên ngôi thì danh hiệu này mới tồn tại. Nhưng hậu thế đã suy tôn Lạc Long là Hùng Hiền Vương. |
| 3             | Hùng Lân vương                  | 雄麟王      | 2524 – 2253 TCN             | Xưng bởi Hùng Lân, thuộc chi Cấn (支艮). Hùng Lân là con trưởng của Lạc Long Quân và Âu Cơ, ở lại đất Phong Châu để nối ngôi cha. Ông lập nên Vương triều thứ ba. Ông đổi tên nước Xích Quỷ thành Văn Lang. |
| 4             | Hùng Diệp vương                 | 雄曄王      | 2254 – 1913 TCN             | Xưng bởi Bửu Lang, thuộc chi Chấn (支震). Thành lập Vương triều thứ tư. |
| 5             | Hùng Hi vương                   | 雄犧王      | 1912 – 1713 TCN             | Xưng bởi Viên Lang, thuộc chi Tốn (支巽). Thành lập Vương triều thứ năm. Phần bên trái chữ "hi" 犧 là bộ "ngưu" 牛. |
| 6             | Hùng Huy vương                  | 雄暉王      | 1712 – 1632 TCN             | Xưng bởi Pháp Hải Lang, thuộc chi Ly (支離). Thành lập Vương triều thứ sáu. |
| 7             | Hùng Chiêu vương                | 雄昭王      | 1631 – 1432 TCN             | Xưng bởi Lang Liêu, thuộc chi Khôn. (支坤) Thành lập Vương triều thứ bảy. |
| 8             | Hùng Vĩ vương                   | 雄暐王      | 1431 – 1332 TCN             | Xưng bởi Thừa Vân Lang, thuộc chi Đoài (支兌). Thành lập Vương triều thứ tám. |
| 9             | Hùng Định vương                 | 雄定王      | 1331 – 1252 TCN             | Xưng bởi Quân Lang, thuộc chi Giáp (支甲). Thành lập Vương triều thứ chín. |
| 10            | Hùng Hi vương                   | 雄曦王      | 1251 – 1162 TCN             | Xưng bởi Hùng Hải Lang, thuộc chi Ất (支乙). Thành lập Vương triếu thứ mười. Phần bên trái chữ "hi" 曦 là bộ "nhật" 日. |
| 11            | Hùng Trinh vương                | 雄楨王      | 1161 – 1055 TCN             | Xưng bởi Hưng Đức Lang, thuộc chi Bính (支丙). Thành lập Vương triều thứ mười một. |
| 12            | Hùng Vũ vương                   | 雄武王      | 1054 – 969 TCN              | Xưng bởi Đức Hiền Lang, thuộc chi Đinh (支丁). Thành lập Vương triều thứ mười hai. |
| 13            | Hùng Việt vương                 | 雄越王      | 968 – 854 TCN               | Xưng bởi Tuấn Lang, thuộc chi Mậu (支戊) Thành lập Vương triều thứ mười ba. |
| 14            | Hùng Anh vương                  | 雄英王      | 853 – 755 TCN               | Xưng bởi Chân Nhân Lang, thuộc chi Kỷ (支己). Thành lập Vương triều thứ mười bốn |
| 15            | Hùng Triêu vương                | 雄朝王      | 754 – 661 TCN               | Xưng bởi Cảnh Chiêu Lang, thuộc chi Canh (支庚). Thành lập Vương triều thứ mười lăm. |
| 16            | Hùng Tạo vương                  | 雄造王      | 660 – 569 TCN               | Xưng bởi Đức Quân Lang, thuộc chi Tân (支辛). Thành lập Vương triều thứ mười sáu. |
| 17            | Hùng Nghị vương                 | 雄毅王      | 568 – 409 TCN               | Xưng bởi Bảo Quân Lang, thuộc chi Nhâm (支壬). Thành lập Vương triều thứ mười bảy. |
| 18            | Hùng Duệ vương                  | 雄睿王      | 408 – 258 TCN               | Xưng bởi Lý Văn Lang hoặc Mai An Tiêm, thuộc chi Quý (支癸). Thành lập Vương triều thứ mười tám. |

Chú ý: "雄犧王" và "雄曦王" tuy đều đọc là "Hùng Hi Vương" nhưng chữ "hi" trong hai tên gọi này khác nhau về tự dạng và ý nghĩa.

### Nhà Thục (257–208 TCN, hoặc 207–179 TCN)
| Chân dung | Vua                     | Năm sinh-mất           | Tên húy          | Trị vì                         |
| --------- | ----------------------- | ---------------------- | ---------------- | ------------------------------ |
|           | An Dương Vương (安陽王) | ?-208 TCN hoặc 179 TCN | Thục Phán (蜀泮) | 257 – 208TCN hoặc 207 – 179TCN |

## Bắc thuộc lần I, II và III

### Nhà Triệu(204–111 TCN)
| Chân dung | Vua                                | Tôn hiệu                                                            | Thụy hiệu            | Tên húy                 | Thế thứ                                                                      | Trị vì      |
| --------- | ---------------------------------- | ------------------------------------------------------------------- | -------------------- | ----------------------- | ---------------------------------------------------------------------------- | ----------- |
|           | Triệu Vũ Ðế (趙武帝)               | Khai Thiên Thế Đạo Thánh Vũ Thần Triết Hoàng Đế (Nhà Trần truy tôn) | Vũ Hoàng Đế Triết Đế | Triệu Đà (趙佗)         | Sáng lập triều đại. Tướng Nhà Tần, nhân lúc nhà Tần sụp đổ, cát cứ lập quốc. | 204–137 TCN |
|           | Triệu Văn Đế (趙文帝)              |                                                                     | Văn Hoàng Đế         | Triệu Mạt (趙眜)        | Cháu nội Triệu Vũ Đế, con trai Triệu Trọng Thủy                              | 137–125 TCN |
| không có  | Triệu Minh Vương (趙明王)          |                                                                     |                      | Triệu Anh Tề (趙嬰齊)   | Con trưởng Triệu Văn Đế                                                      | 125–113 TCN |
|           | Triệu Ai Vương (趙哀王)            |                                                                     |                      | Triệu Hưng (趙興)       | Con thứ ba của Triệu Minh Vươngvà Cù hậu                                     | 113–112 BC  |
| không có  | Triệu Thuật Dương Vương (趙術陽王) |                                                                     |                      | Triệu Kiến Đức (趙建德) | Con trưởng của Triệu Minh Vươngvà vợ người Việt                              | 112–111 TCN |

Nhà Triệu là triều đình đầu tiên được xác định rõ ràng về niên đại, cũng như họ tên, tuổi tác của các vua cai trị. Đa phần thư tịch cổ đều tính từ khi nhà Hán diệt nước Nam Việt là thời Bắc thuộc, tuy nhiên các sách sử thời cận đại và hiện đại cho rằng từ khi Triệu Đà diệt nước Âu Lạc thì đã bắt đầu thời Bắc thuộc. Vì người Trung Quốc cũng không coi chính thể này là triều đại của họ mà chỉ chép phụ vào phần liệt truyện, cho nên tạm thời vẫn liệt kê ở đây như một triều đại riêng biệt. Sau khi nhà Hán tiêu diệt nhà Triệu thì Việt Nam trở thành một quận của nhà Hán, vua cai trị Việt Nam thời kỳ này cũng chính là vua nhà Hán.

### Trưng Nữ Vương (40–43)
| Chân dung | Vua         | Thụy hiệu | Tôn hiệu                | Niên hiệu | Tên húy                    | Thế thứ                         | Trị vì | Trị vì | Trị vì |
| --------- | ----------- | --------- | ----------------------- | --------- | -------------------------- | ------------------------------- | ------ | ------ | ------ |
|           | Trưng Vương | không có  | Trinh Linh Chi Phu Nhân | không có  | Trưng Trắc (徵側) Lạc Trắc | Vợ Thi Sách, sáng lập triều đại | 40     | —      | 43     |

Cuộc khởi nghĩa Hai Bà Trưng ngắn ngủi chưa kịp ổn định đã bị diệt vong, tuy nhiên vì do phụ nữ lãnh đạo, hơn nữa lại chống ngoại xâm nên cũng được sử sách đưa vào thành một triều đại của Việt Nam.

### Nhà Tiền Lývà Triệu Việt Vương (544–603)
| Chân dung | Vua              | Miếu hiệu | Thụy hiệu                                             | Niên hiệu           | Tên húy                   | Thế thứ                                                         | Trị vì | Trị vì | Trị vì |
| --------- | ---------------- | --------- | ----------------------------------------------------- | ------------------- | ------------------------- | --------------------------------------------------------------- | ------ | ------ | ------ |
|           | Lý Nam Đế        | không có  | Nam Đế, Nam Việt Đế                                   | Thiên Đức (544–548) | Lý Bí Lý Bôn (李賁)       | Nổi dậy tự lập, khai sáng triều đại                             | 544    | —      | 548    |
|           | Triệu Việt Vương | không có  | Nam Việt Quốc Vương, Dạ Trạch Vương Thần Vũ Hoàng Đế  | không có            | Triệu Quang Phục (趙光復) | Con Thái phó Triệu Túc, được Lý Nam Đế giao toàn bộ quyền hành. | 548    | —      | 571    |
|           | Đào Lang Vương   | không có  | không có                                              | không có            | Lý Thiên Bảo              | Anh trai Lý Nam Đế                                              | 549    | —      | 555    |
|           | Hậu Lý Nam Đế    | không có  | Nam Đế Anh Liệt Nhân Hiếu Khâm Minh Thánh Vũ Hoàng Đế | không có            | Lý Phật Tử (李佛子)       | Người trong họ Lý Nam Đế                                        | 555    | —      | 602    |
|           | Lý Sư Lợi        | không có  | không có                                              | không có            | Lý Sư Lợi                 | con Hậu Lý Nam Đế                                               | 602    | —      | 603    |

Theo các thư tịch cổ Trung Quốc (Lương thư, Trần thư và Nam sử) và Việt Nam (trước thời Lê sơ) thì Lý Bí bị Trần Bá Tiên đánh bại và nhà Tiền Lý chấm dứt, nước Vạn Xuân vẫn thuộc nhà Lương và nhà Trần nối tiếp quản lý, sau này Lý Phật Tử nổi dậy chống nhà Tùy là chính quyền khác nhưng tự xưng nối tiếp Lý Bí ngày trước nên gọi là Hậu Lý. Đến khi Ngô Sĩ Liên viết Đại Việt sử ký toàn thư đã cóp nhặt trong dã sử để bổ sung thêm Triệu Việt Vương và Đào Lang Vương, Triệu Việt Vương được Lý Bí truyền ngôi trong hoàn cảnh sắp mất ở động Khuất Lão còn Đào Lang Vương bất phục cũng tự lập nước Dã Năng riêng, như vậy nhà nước Vạn Xuân lúc đó bị phân liệt, đến khi Lý Phật Tử đánh bại Triệu Việt Vương mới thu giang sơn về một mối. Do sau triều đại này bị mất về tay nhà Tùy nên Triệu Việt Vương được các sử gia đời sau công nhận là vua chính thống vì ông còn có công đánh đuổi quân Lương, nếu nhà Hậu Lý tồn tại thêm vài đời nữa mà người viết sử thuộc triều đại đó thì Lý Thiên Bảo sẽ được công nhận là chính thống nối tiếp Lý Bí còn Triệu Việt Vương sẽ thành kẻ tiếm quyền kiểu như Dương Tam Kha xen kẽ giữa nhà Tiền Ngô và Ngô hay Dương Nhật Lễ thay thế nhà Trần mà thôi.

### Họ Mai (713–723)
| Chân dung   | Vua          | Miếu hiệu | Thụy hiệu      | Niên hiệu | Tên húy                                                                           | Thế thứ                                                 | Trị vì | Trị vì | Trị vì |
| ----------- | ------------ | --------- | -------------- | --------- | --------------------------------------------------------------------------------- | ------------------------------------------------------- | ------ | ------ | ------ |
| không khung | Mai Hắc Đế   | không có  | Đại Đế, Hắc Đế | không có  | Mai Thúc Loan, (梅叔鸞) Mai Huyền Thành, Mai Lập Thành, Mai Thúc Yên, Mai Phượng. | Con Mai Hoàn, sáng lập triều đại.                       | 713    | —      | 722    |
|             | Mai Thiếu Đế | không có  | không có       | không có  | Mai Thúc Huy, Mai Bảo Sơn                                                         | Con út Mai Hắc Đế, em song sinh với Bạch Đầu Đế.        | 722    | —      | 723    |
|             | Bạch Đầu Đế  | không có  | không có       | không có  | Mai Kỳ Sơn                                                                        | Con thứ hai Mai Hắc Đế, anh song sinh với Mai Thiếu Đế. | 723    | —      | 723    |

Chính quyền họ Mai cũng là cuộc khởi nghĩa chưa kịp ổn định, sử sách chỉ ghi chép vài dòng sơ sài nhưng vì tôn vinh vấn đề chống ngoại xâm nên cũng được liệt vào danh sách vua Việt Nam.

### Họ Phùng (766–791)
| Chân dung | Vua              | Miếu hiệu | Thụy hiệu        | Niên hiệu | Tên húy                         | Thế thứ                                            | Trị vì | Trị vì | Trị vì |
| --------- | ---------------- | --------- | ---------------- | --------- | ------------------------------- | -------------------------------------------------- | ------ | ------ | ------ |
|           | Bố Cái Đại Vương | không có  | Bố Cái Đại Vương | không có  | Phùng Hưng (馮興), Phùng Cự Lão | con Phùng Hạp Khanh, thế tập Biên Khố Di Tù Trưởng | 766    | —      | 791    |
|           | Phùng An         | không có  | không có         | không có  | Phùng An                        | con Bố Cái Đại Vương                               | 791    | —      | 791    |

## Thời kỳ tự chủ

### Họ Khúc(905–923) hoặc (905–930)
| Chân dung | Tiết độ sứ     | Tôn hiệu  | Thụy hiệu   | Niên hiệu | Tên húy                            | Thế thứ           | Trị vì | Trị vì | Trị vì  |
| --------- | -------------- | --------- | ----------- | --------- | ---------------------------------- | ----------------- | ------ | ------ | ------- |
|           | Khúc Tiên Chủ  | Tiên Chủ  | Tiên Vương  | không có  | Khúc Thừa Dụ (曲承裕)              | Mở màn nền tự chủ | 905    | —      | 907     |
|           | Khúc Trung Chủ | Trung Chủ | Trung Vương | không có  | Khúc Hạo, (曲顥) Khúc Thừa Hạo     | Con Khúc Thừa Dụ  | 907    | —      | 917     |
|           | Khúc Hậu Chủ   | Hậu Chủ   | Hậu Vương   | không có  | Khúc Thừa Mỹ (曲承美) Khúc Toàn Mỹ | Con Khúc Hạo      | 917    | —      | 923 930 |

### Họ Dương (931–937)
| Chân dung | Tiết độ sứ       | Tôn hiệu | Thụy hiệu | Niên hiệu | Tên húy                                            | Thế thứ                                      | Trị vì | Trị vì | Trị vì |
| --------- | ---------------- | -------- | --------- | --------- | -------------------------------------------------- | -------------------------------------------- | ------ | ------ | ------ |
|           | Dương Chính Công | không có | không có  | không có  | Dương Đình Nghệ, (楊廷藝) Dương Diên Nghệ (楊筵藝) | Khôi phục nền tự chủ; nha tướng của Khúc Hạo | 931    | —      | 937    |

### Họ Kiều (937–938)
| Chân dung | Tiết độ sứ     | Tôn hiệu | Thụy hiệu | Niên hiệu | Tên húy                                                 | Thế thứ                                   | Trị vì | Trị vì | Trị vì |
| --------- | -------------- | -------- | --------- | --------- | ------------------------------------------------------- | ----------------------------------------- | ------ | ------ | ------ |
|           | Kiều Công Tiễn | không có | không có  | không có  | Kiều Công Tiễn, (矯公羨) Kiểu Công Tiễn, Kiểu Công Hạo, | Con nuôi và nha tướng của Dương Đình Nghệ | 937    | —      | 938    |

## Thời kỳ độc lập
|               |         |  |          |             |        |          |        | Minh thuộc   | Minh thuộc |            |         |         |         | Nam-Bắc triều và Trịnh-Nguyễn phân tranh | Nam-Bắc triều và Trịnh-Nguyễn phân tranh | Nam-Bắc triều và Trịnh-Nguyễn phân tranh |             |            | Pháp thuộc |                   |
| Trước độc lập | Nhà Ngô |  | Nhà Đinh | Nhà Tiền Lê | Nhà Lý | Nhà Trần | Nhà Hồ | Nhà Hậu Trần |            | Nhà Hậu Lê | Nhà Mạc | Nhà Mạc | Nhà Mạc | Nhà Hậu Lê                               | Nhà Hậu Lê                               | Nhà Hậu Lê                               | Nhà Tây Sơn | Nhà Nguyễn | Nhà Nguyễn | Việt Nam hiện đại |
|               |         |  |          |             |        |          |        |              |            |            |         |         |         |                                          |                                          |                                          |             |            |            |                   |
|               |         |  |          |             |        |          |        |              |            |            |         |         |         | Chúa Trịnh                               |                                          |                                          |             |            |            |                   |
|               |         |  |          |             |        |          |        |              |            |            |         |         |         |                                          | Chúa Nguyễn                              |                                          |             |            |            |                   |
| 939           |         |  |          | 1009        | 1225   | 1400     |        |              | 1427       | 1527       | 1592    | 1592    | 1592    |                                          |                                          | 1789                                     |             | 1858       | 1945       |                   |

| Nhà Ngô và Dương Tam Kha (939–966) |     |      |  |
|                                    |     |      |  |
| 939                                | 965 | 1945 |  |

| Chân dung | Vua              | Tôn hiệu | Thụy hiệu         | Niên hiệu | Tên húy                                          | Thế thứ                                    | Trị vì | Trị vì | Trị vì |
| --------- | ---------------- | -------- | ----------------- | --------- | ------------------------------------------------ | ------------------------------------------ | ------ | ------ | ------ |
|           | Tiền Ngô Vương   | Tiên Chủ | không có          | không có  | Ngô Quyền                                        | Sáng lập triều đại; con rể Dương Đình Nghệ | 939    | —      | 944    |
|           | Dương Bình Vương | không có | Trương Dương Công | không có  | Dương Tam Kha, Dương Chủ Tướng, Dương Thiệu Hồng | Con trai Dương Đình Nghệ                   | 944    | —      | 950    |
|           | Thiên Sách Vương | không có | không có          | không có  | Ngô Xương Ngập                                   | Con trưởng Ngô Quyền                       | 951    | —      | 954    |
|           | Nam Tấn Vương    | không có | không có          | không có  | Ngô Xương Tấn, Ngô Xương Văn                     | Con thứ Ngô Quyền                          | 950    | —      | 965    |
|           | Ngô Sứ Quân      | không có | không có          | không có  | Ngô Xương Xí                                     | Con Ngô Xương Ngập                         | 965    | —      | 966    |

| Nhà Đinh (968–980) |     |     |      |  |
|                    |     |     |      |  |
| 939                | 968 | 980 | 1945 |  |

| Chân dung | Vua             | Miếu hiệu | Thụy hiệu                             | Niên hiệu           | Tên húy                 | Thế thứ                                             | Trị vì | Trị vì | Trị vì |
| --------- | --------------- | --------- | ------------------------------------- | ------------------- | ----------------------- | --------------------------------------------------- | ------ | ------ | ------ |
|           | Đinh Tiên Hoàng | không có  | Tiên Hoàng Đế Đại Thắng Minh Hoàng Đế | Thái Bình (970-979) | Đinh Bộ Lĩnh, Đinh Hoàn | Sáng lập triều đại; con nuôi Sứ quân Trần Minh Công | 968    | —      | 979    |
|           | Đinh Phế Đế     | không có  | Phế Đế Thiếu Đế                       | Thái Bình (979-980) | Đinh Toàn, Đinh Tuệ     | Con trai thứ 2 Đinh Tiên Hoàng                      | 979    | —      | 980    |

| Nhà Tiền Lê (980–1009) |     |      |      |  |
|                        |     |      |      |  |
| 939                    | 980 | 1009 | 1945 |  |

| Chân dung | Vua           | Miếu hiệu  | Thụy hiệu | Niên hiệu                                                      | Tên húy       | Thế thứ                                                    | Trị vì | Trị vì | Trị vì |
| --------- | ------------- | ---------- | --- | -------------------------------------------------------------- | ------------- | ---------------------------------------------------------- | ------ | ------ | ------ |
|           | Lê Đại Hành   | không có   | Đại Hành Hoàng Đế Minh Càn Ứng Vận Thần Vũ Thăng Bình Chí Nhân Quảng Hiếu Hoàng đế                             | Thiên Phúc (980–988) Hưng Thống (989–993) Ứng Thiên (994–1005) | Lê Hoàn       | Sáng lập triều đại, Phó vương nhiếp chính thời Đinh Phế Đế | 980    | —      | 1005   |
|           | Lê Trung Tông | Trung Tông | không có | Ứng Thiên (1005–1005)                                          | Lê Long Việt  | Con thứ Lê Đại Hành                                        | 1005   | —      | 1005   |
|           | Lê Ngọa Triều | không có   | Khai Thiên Ứng Vận Thánh Văn Thần Vũ Tắc Thiên Sùng Đạo Đại Thắng Minh Quang Hiếu Hoàng Đế Ngọa Triều Hoàng Đế | Ứng Thiên (1005–1007) Cảnh Thụy (1008–1009)                    | Lê Long Đĩnh, | Con thứ năm Lê Đại Hành                                    | 1005   | —      | 1009   |

| Nhà Lý (1009–1225) |      |      |      |  |
|                    |      |      |      |  |
| 939                | 1010 | 1226 | 1945 |  |

| Chân dung | Vua             | Miếu hiệu  | Thụy hiệu                                     | Niên hiệu | Tên húy                    | Thế thứ                                                                            | Trị vì | Trị vì | Trị vì |
| --------- | --------------- | ---------- | --------------------------------------------- | --- | -------------------------- | ---------------------------------------------------------------------------------- | ------ | ------ | ------ |
|           | Lý Thái Tổ      | Thái Tổ    | Thần Vũ Hoàng Đế                              | Thuận Thiên (1010–1028) | Lý Công Uẩn                | Sáng lập triều đại. Nguyên là Điện tiền Chỉ huy sứ và là Phò mã trưởng Lê Đại Hành | 1009   | —      | 1028   |
|           | Lý Thái Tông    | Thái Tông  | Từ Hiếu Hoàng đế                              | Thiên Thành (1028–1033), Thông Thụy (1034–1038), Càn Phù Hữu Đạo (1039–1041), Minh Đạo (1042–1043), Thiên Cảm Thánh Vũ (1044–1048), Sùng Hưng Đại Bảo (1049–1054).                                                    | Lý Phật Mã, Lý Đức Chính   | Con trưởng Lý Thái Tổ                                                              | 1028   | —      | 1054   |
|           | Lý Thánh Tông   | Thánh Tông | Thánh Thần Hoàng đế                           | Long Thụy Thái Bình (1054–1058), Chương Thánh Gia Khánh (1059–1065), Long Chương Thiên Tự (1066–1068), Thiên Huống Bảo Tượng (1068–1069), Thần Vũ (1069–1072).                                                        | Lý Nhật Tôn                | Con trưởng Lý Thái Tông                                                            | 1054   | —      | 1072   |
|           | Lý Nhân Tông    | Nhân Tông  | Hiếu Từ Thánh Thần Văn Vũ Hoàng Đế            | Thái Ninh (1072–1076), Anh Vũ Chiêu Thắng (1076–1084), Quảng Hựu (1085–1092), Hội Phong (1092–1100), Long Phù (1101–1109), Hội Tường Đại Khánh (1110–1119), Thiên Phù Duệ Vũ (1120–1126), Thiên Phù Khánh Thọ (1127). | Lý Càn Đức                 | Con trưởng Lý Thánh Tông                                                           | 1072   | —      | 1127   |
|           | Lý Thần Tông    | Thần Tông  | Quảng Văn Sùng Hiếu Khâm Minh Văn Vũ Hoàng Đế | Thiên Thuận (1128–1132), Thiên Chương Bảo Tự (1133–1138) | Lý Dương Hoán              | con Sùng Hiền Hầu, cháu nội Lý Thánh Tông                                          | 1127   | —      | 1138   |
|           | Lý Anh Tông     | Anh Tông   | Chí Hiếu Hoàng Đế                             | Thiệu Minh (1138–1139), Đại Định (1140–1162), Chính Long Bảo Ứng (1163–1173), Thiên Cảm Chí Bảo (1174–1175) | Lý Thiên Tộ                | Con thứ Lý Thần Tông                                                               | 1138   | —      | 1175   |
|           | Lý Cao Tông     | Cao Tông   | Quang Hiếu Hoàng Đế                           | Trinh Phù (1176–1185), Thiên Tư Gia Thụy (1186–1201), Thiên Gia Bảo Hựu (1202–1204), Trị Bình Long Ứng (1205–1210) | Lý Long Cán Lý Long Trát   | Con thứ 6 Lý Anh Tông                                                              | 1176   | —      | 1204   |
|           | Lý Thẩm         | không có   | không có                                      | không có | Lý Thẩm                    | Con thứ Lý Cao Tông                                                                | 1209   | —      | 1209   |
|           | Lý Huệ Tông     | Huệ Tông   | Hoành Hiếu Hoàng đế                           | Kiến Gia (1211–1224) | Lý Sảm, Lý Hạo Sảm         | Con trưởng Lý Cao Tông                                                             | 1211   | —      | 1224   |
|           | Lý Nguyên Vương | không có   | Nguyên Vương Văn Vương                        | Càn Ninh (1214–1216) | không rõ                   | Con thứ Lý Anh Tông                                                                | 1214   | —      | 1216   |
|           | Lý Chiêu Hoàng  | không có   | Chiêu Hoàng                                   | Thiên Chương Hữu Đạo (1224–1225) | Lý Phật Kim, Lý Thiên Hinh | Con gái Lý Huệ Tông, vợ Trần Thái Tông                                             | 1224   | —      | 1225   |

| Nhà Trần (1225–1400) |      |      |      |  |
|                      |      |      |      |  |
| 939                  | 1225 | 1400 | 1945 |  |

| Chân dung   | Vua             | Miếu hiệu                        | Thụy hiệu                                                                                             | Niên hiệu                                                                        | Tên húy                                                  | Thế thứ                                            | Trị vì | Trị vì | Trị vì |
| ----------- | --------------- | -------------------------------- | --- | -------------------------------------------------------------------------------- | -------------------------------------------------------- | -------------------------------------------------- | ------ | ------ | ------ |
| không khung | Trần Thái Tông  | Thái Tông Thiện Hoàng Văn Hoàng  | Thống Thiên Ngự Cực Long Công Hậu Đức Hiền Công Hựu Thuận Thánh Văn Thần Vũ Hiếu Nguyên Hoàng Đế      | Kiến Trung (1225–1232) Thiên Ứng Chính Bình (1232–1351) Nguyên Phong (1251–1258) | Trần Cảnh Trần Bồ Trần Quang Bỉnh Trần Nhật Cảnh         | Sáng lập triều đại, chồng và anh họ Lý Chiêu Hoàng | 1225   | —      | 1258   |
| không khung | Trần Thánh Tông | Thánh Tông Nhân Hoàng            | Huyền Công Thịnh Đức Nhân Minh Văn Vũ Tuyên Hiếu Hoàng Đế                                             | Thiệu Long (1258–1272) Bảo Phù (1273–1278)                                       | Trần Hoảng Trần Uy Hoảng Trần Quang Bính Trần Nhật Huyên | Con thứ hai Trần Thái Tông                         | 1258   | —      | 1279   |
|             | Trần Nhân Tông  | Nhân Tông Hiếu Hoàng             | Pháp Thiên Sùng Đạo Ứng Thế Hóa Dân Long Từ Hiển Hiệu Thánh Văn Thần Vũ Nguyên Minh Duệ Hiếu Hoàng Đế | Thiệu Bảo (1278–1285) Trùng Hưng (1285–1293)                                     | Trần Khâm Trần Nhật Tuấn                                 | Con trưởng Trần Thánh Tông                         | 1278   | —      | 1293   |
|             | Trần Anh Tông   | Anh Tông Anh Hoàng               | Hiển Văn Duệ Vũ Khâm Minh Nhân Hiếu Hoàng Đế                                                          | Hưng Long (1293–1314)                                                            | Trần Thuyên Trần Nhật 㷃 Trần Nhật 𤊞                    | Con trưởng Trần Nhân Tông                          | 1293   | —      | 1314   |
|             | Trần Minh Tông  | Minh Tông Ninh Hoàng             | Chương Nghiêu Văn Triết Hoàng Đế                                                                      | Đại Khánh (1314–1323) Khai Thái (1324–1329)                                      | Trần Mạnh Trần Thánh Sinh Trần Nhật Khoáng               | Con thứ tư Trần Anh Tông                           | 1314   | —      | 1329   |
| không khung | Trần Hiến Tông  | Hiến Tông Triết Hoàng            | Thể Nguyên Ngự Cực Duệ Thánh Chí Hiếu Hoàng Đế                                                        | Khai Hựu (1329–1341)                                                             | Trần Vượng Trần Thiên Kiến Trần Nhật 㷆                  | Con trưởng Trần Minh Tông                          | 1329   | —      | 1341   |
|             | Trần Dụ Tông    | Dụ Tông Dụ Hoàng                 | Thống Thiên Thể Đạo Nhân Minh Quang Hiếu Hoàng đế                                                     | Thiệu Phong (1341–1357) Đại Trị (1358–1369)                                      | Trần Hạo Trần Nhật Khuê                                  | Con thứ mười Trần Minh Tông, dòng hoàng đích tử    | 1341   | —      | 1369   |
|             | Đại Định Đế     | không có                         | Hôn Đức Công                                                                                          | Đại Định (1369–1370)                                                             | Trần Nhật Lễ Dương Nhật Lễ Trần Nhật Kiên                | Con riêng của chị dâu Trần Dụ Tông                 | 1369   | —      | 1370   |
| không khung | Trần Nghệ Tông  | Nghệ Tông Nghệ Hoàng Nghĩa Hoàng | Quang Nhiên Anh Triết Hoàng Đế Thể Thiên Kiến Cực Thuần Hiếu Hoàng Đế                                 | Thiệu Khánh (1370–1372)                                                          | Trần Phủ Trần Thúc Minh                                  | Con thứ ba Trần Minh Tông                          | 1370   | —      | 1372   |
| không khung | Trần Duệ Tông   | Duệ Tông Khâm Hoàng              | Kế Thiên Ứng Vận Nhân Minh Khâm Hiếu Hoàng Đế                                                         | Long Khánh (1373–1377)                                                           | Trần Kính Trần Nhật Đoan                                 | Con thứ 11 Trần Minh Tông                          | 1372   | —      | 1377   |
|             | Trần Phế Đế     | Giản Hoàng                       | Phế Đế                                                                                                | Xương Phù (1377–1388)                                                            | Trần Hiện Trần Nhật Vĩ                                   | Con thứ Trần Duệ Tông                              | 1377   | —      | 1388   |
|             | Trần Thuận Tông | Thuận Tông Nguyên Hoàng          | không có                                                                                              | Quang Thái (1388–1398)                                                           | Trần Ngung Trần Nhật Hỗn                                 | Con thứ của Trần Nghệ Tông                         | 1388   | —      | 1398   |
|             | Trần Thiếu Đế   | không có                         | Thiếu Đế                                                                                              | Kiến Tân (1398–1400)                                                             | Trần An                                                  | Con trưởng Trần Thuận Tông, cháu ngoại Hồ Quý Ly   | 1398   | —      | 1400   |

| Nhà Hồ (1400–1407) |      |      |      |  |
|                    |      |      |      |  |
| 939                | 1400 | 1407 | 1945 |  |

| Chân dung   | Vua           | Miếu hiệu | Thụy hiệu    | Niên hiệu                                    | Tên húy                                           | Thế thứ                                                            | Trị vì | Trị vì | Trị vì |
| ----------- | ------------- | --------- | ------------ | -------------------------------------------- | ------------------------------------------------- | ------------------------------------------------------------------ | ------ | ------ | ------ |
| không khung | Hồ Quý Ly     | Quốc Tổ   | Chương Hoàng | Thánh Nguyên (1400)                          | Hồ Quý Ly Hồ Nhất Nguyên Lê Quý Ly Lê Nhất Nguyên | Sáng lập triều đại, phò mã Trần Minh Tông, ông ngoại Trần Thiếu Đế | 1400   | —      | 1400   |
| không khung | Hồ Hán Thương | không có  | không có     | Thiệu Thành (1401–1402) Khai Đại (1403–1407) | Hồ Hán Thương Lê Hán Thương Hồ Hỏa                | Con thứ Hồ Quý Ly                                                  | 1400   | —      | 1407   |

## Chống Bắc thuộc lần IV
| Nhà Hậu Trần (1407–1414) |      |      |      |  |
|                          |      |      |      |  |
| 939                      | 1407 | 1413 | 1945 |  |

| Chân dung | Vua            | Miếu hiệu | Thụy hiệu | Niên hiệu               | Tên húy                          | Thế thứ                     | Trị vì | Trị vì | Trị vì |
| --------- | -------------- | --------- | --------- | ----------------------- | -------------------------------- | --------------------------- | ------ | ------ | ------ |
|           | Trần Nguyệt Hồ | không có  | không có  | không có                | Trần Nguyệt Hồ                   | không rõ                    | 1407   | —      | 1407   |
|           | Giản Định Đế   | không có  | không có  | Hưng Khánh (1407–1409)  | Trần Ngỗi, Trần Quỹ              | Con trai thứ Trần Nghệ Tông | 1407   | —      | 1409   |
|           | Trùng Quang Đế | không có  | không có  | Trùng Quang (1409–1414) | Trần Quý Khoáng, Trần Quý Khoách | Cháu nội Trần Nghệ Tông     | 1409   | —      | 1414   |

Thực ra nhà Hậu Trần là một cuộc khởi nghĩa thất bại, chưa ổn định chỉ mang tính chất cục bộ nhưng do đề cao việc chống giặc ngoại xâm cho nên sử sách bỏ qua sự trung lập mà vẫn xem như một triều đại.

### Khởi nghĩa Lam Sơn (1418–1427)
| Chân dung | Vua      | Miếu hiệu | Thụy hiệu | Niên hiệu               | Tên húy                                    | Trị vì | Trị vì | Trị vì |
| --------- | -------- | --------- | --------- | ----------------------- | ------------------------------------------ | ------ | ------ | ------ |
|           | Trần Cảo | không có  | không có  | Thiên Khánh (1426-1428) | Trần Cảo, Trần Địch, Trần Cao, Trần Hồ Ông | 1426   | —      | 1428   |

## Thời kỳ tái độc lập
| Nhà Hậu Lê – giai đoạn Lê sơ (1428–1527) |      |      |      |  |
|                                          |      |      |      |  |
| 939                                      | 1428 | 1527 | 1945 |  |

| Chân dung   | Vua            | Miếu hiệu                       | Tôn hiệu hoặc Thụy hiệu                                                                                                | Niên hiệu                                    | Tên húy                         | Thế thứ                                                                        | Trị vì | Trị vì | Trị vì |
| ----------- | -------------- | ------------------------------- | --- | -------------------------------------------- | ------------------------------- | ------------------------------------------------------------------------------ | ------ | ------ | ------ |
|             | Lê Thái Tổ     | Thái Tổ Lam Sơn động chủ        | Thống Thiên Khải Vận Thánh Đức Thần Công Duệ Văn Anh Vũ Khoan Minh Dũng Trí Hoàng Nghĩa Chí Minh Đại Hiếu Cao Hoàng Đế | Thuận Thiên (1428–1433)                      | Lê Lợi                          | Sáng lập triểu đại , con rể Trần Duệ Tông                                      | 1428   | –      | 1433   |
| không khung | Lê Thái Tông   | Thái Tông Quế Lâm động chủ      | Kế Thiên Thể Đạo Hiển Đức Thánh Công Khâm Minh Văn Tư Anh Duệ Triết Chiêu Hiến Kiến Trung Văn Hoàng Đế                 | Thiệu Bình (1434–1439) Đại Bảo (1440-1442)   | Lê Nguyên Long Lê Lân           | Con thứ hai Lê Thái Tổ                                                         | 1433   | –      | 1442   |
| không khung | Lê Nhân Tông   | Nhân Tông                       | Khâm Văn Nhân Hiếu Tuyên Minh Thông Duệ Tuyên Hoàng Đế                                                                 | Thái Hòa (1443–1453) Diên Ninh (1454–1459)   | Lê Bang Cơ Lê Cơ Long Lê Tuấn   | Con thứ ba Lê Thái Tông                                                        | 1442   | –      | 1459   |
|             | Lạng Sơn Vương | không có                        | Lệ Đức Hầu | Thiên Hưng (1459–1460)                       | Lê Nghi Dân Lê Tông             | Con trưởng Lê Thái Tông                                                        | 1459   | –      | 1460   |
|             | Lê Thánh Tông  | Thánh Tông Thiên Nam động chủ   | Sùng Thiên Quảng Vận Cao Minh Quang Chính Chí Đức Đại Công Thánh Văn Thần Vũ Đạt Hiếu Thuần Hoàng Đế                   | Quang Thuận (1460–1469) Hồng Đức (1470–1497) | Lê Tư Thành Lê Hạo              | Con thứ tư Lê Thái Tông                                                        | 1460   | –      | 1497   |
| không khung | Lê Hiến Tông   | Hiến Tông Thượng Dương động chủ | Thể Thiên Ngưng Đạo Mậu Đức Chí Chiêu Văn Thiệu Vũ Tuyên Triết Khâm Thành Chương Hiếu Duệ Hoàng Đế                     | Cảnh Thống (1497–1504)                       | Lê Tranh Lê Sanh Lê Huy Lê Tăng | Con trưởng Lê Thánh Tông                                                       | 1497   | –      | 1504   |
|             | Lê Túc Tông    | Túc Tông Tự Hoàng               | Chiêu Nghĩa Hiển Nhân Ôn Cung Uyên Mặc Hiếu Doãn Cung Khâm Hoàng Đế                                                    | Thái Trinh (1504)                            | Lê Thuần                        | Con thứ ba Lê Hiến Tông                                                        | 1504   | –      | 1504   |
|             | Lê Uy Mục      | Quỳnh Đô động chủ               | Uy Mục Đế | Đoan Khánh (1505–1509)                       | Lê Tuấn Lê Huyên                | Con thứ hai Lê Hiến Tông                                                       | 1504   | –      | 1509   |
| không khung | Lê Tương Dực   | Nhân Hải động chủ               | Tương Dực Đế | Hồng Thuận (1510–1516)                       | Lê Oánh Lê Oanh Lê Dinh Lê Trừu | Con Lê Đức Tông, cháu nội Lê Thánh Tông                                        | 1509   | –      | 1516   |
|             | Lê Quang Trị   | không có                        | không có | không có                                     | Lê Quang Trị                    | Con Lê Doanh, cháu nội Lê Đức Tông, cháu gọi Lê Tương Dực bằng bác             | 1516   | –      | 1516   |
| không khung | Lê Chiêu Tông  | Chiêu Tông                      | Thần Hoàng Đế | Quang Thiệu (1516-1525)                      | Lê Y Lê Huệ                     | Anh họ Lê Quang Trị, chắt Lê Thánh Tông                                        | 1516   | –      | 1525   |
|             | Lê Bảng        | không có                        | không có | Đại Đức (1518–1519)                          | Lê Bảng                         | Con Lê Lộc, Lộc là cháu nội Lê Khắc Xương, Khắc Xương là anh của Lê Thánh Tông | 1518   | –      | 1519   |
|             | Lê Do          | không có                        | không có | Thiên Hiến (1519)                            | Lê Do Lê Dữu                    | Em cùng mẹ với Lê Bảng                                                         | 1519   | –      | 1519   |
| không khung | Lê Cung Hoàng  | không có                        | Cung Hoàng Đế | Thống Nguyên (1522–1527)                     | Lê Xuân Lê Lự Lê Khánh          | Em Lê Chiêu Tông                                                               | 1522   | –      | 1527   |

## Thời kỳ chia cắt
| Bắc triều – Nhà Mạc (1527–1592) và thời kỳ Cao Bằng (1592-1683) |      |      |      |  |
|                                                                 |      |      |      |  |
| 939                                                             | 1527 | 1592 | 1945 |  |

| Chân dung | Vua                     | Miếu hiệu       | Thụy hiệu                                                                | Niên hiệu | Tên húy                                     | Thế thứ                                          | Trị vì | Trị vì | Trị vì |
| --------- | ----------------------- | --------------- | ------------------------------------------------------------------------ | --- | ------------------------------------------- | ------------------------------------------------ | ------ | ------ | ------ |
|           | Mạc Thái Tổ             | Thái Tổ         | Nhân Minh Cao Hoàng Đế                                                   | Minh Đức (1527–1530) | Mạc Đăng Dung                               | Cháu 7 đời Mạc Đĩnh Chi, sáng lập triều đại      | 1527   | –      | 1530   |
|           | Mạc Thái Tông           | Thái Tông       | Khâm Triết Văn Hoàng Đế                                                  | Đại Chính (1530–1540) | Mạc Đăng Doanh Mạc Phương Doanh             | Con trưởng Mạc Thái Tổ                           | 1530   | –      | 1540   |
|           | Mạc Hiến Tông           | Hiến Tông       | Hiển Hoàng Đế                                                            | Quảng Hòa (1540–1546) | Mạc Phúc Hải Mạc Đức Nguyên                 | Con trưởng Mạc Thái Tông                         | 1540   | –      | 1546   |
|           | Mạc Chính Trung         | không có        | không có                                                                 | không có | Mạc Chính Trung                             | Em Mạc Thái Tông                                 | 1546   | –      | 1547   |
|           | Mạc Tuyên Tông          | Tuyên Tông      | Anh Nghị Hoàng Đế Duệ Hoàng Đế                                           | Vĩnh Định (1547) Cảnh Lịch (1548–1553) Quang Bảo (1554–1561)                                                                          | Mạc Phúc Nguyên                             | Con Mạc Hiến Tông                                | 1546   | –      | 1561   |
|           | Mạc Mục Tông Mạc Anh Tổ | Mục Tông Anh Tổ | An Thiên Huy Địa Trang Văn Cẩn Vũ Bình Định Huệ Cương Hiếu Tĩnh Hoàng Đế | Thuần Phúc (1562–1565) Sùng Khang (1566–1577) Diên Thành (1578–1585) Đoan Thái (1586–1587) Hưng Trị (1588–1590) Hồng Ninh (1591–1592) | Mạc Mậu Hợp                                 | Con trai Mạc Tuyên Tông                          | 1561   | –      | 1592   |
|           | Mạc Cảnh Tông           | Cảnh Tông       | Khai Thiên Xung Địa An Văn Đoạt Vũ Thành Hoàng Đế                        | Vũ An (1592–1592) | Mạc Toàn                                    | Con thứ Mạc Mậu Hợp                              | 1592   | –      | 1592   |
|           | Mạc Mẫn Tông            | Mẫn Tông        | Hoài Nghị Minh Huấn Trinh Hoàng Đế                                       | Bảo Định (1592–1593) Khang Hựu (1593–1593)                                                                                            | Mạc Kính Chỉ Mạc Kính Bang                  | Con trưởng Mạc Kính Điển, cháu nội Mạc Thái Tông | 1592   | –      | 1593   |
|           | Mạc Đại Tông            | Đại Tông        | Khởi Thiên Đĩnh Địa Khắc Văn Định Vũ Linh Hoàng Đế                       | Càn Thống (1593–1625) | Mạc Kính Cung                               | Con thứ 7 Mạc Kính Điển                          | 1592   | –      | 1625   |
|           | Mạc Quang Tổ            | Quang Tổ        | Hoà Thiên Phù Địa Độ Văn Khánh Vũ Huệ Nguyên Hoàng Đế                    | Long Thái (1623–1638) | Mạc Kính Khoan                              | Cháu nội Mạc Kính Điển                           | 1623   | –      | 1638   |
|           | Mạc Minh Tông           | Minh Tông       | Trang Thiên Huệ Địa Cảnh Văn Di Vũ Khai Hoàng Đế                         | Thuận Đức (1638–1677) | Mạc Kính Vũ Mạc Kính Hoàn Mạc Kính Diệu     | Con Mạc Kính Khoan                               | 1638   | –      | 1677   |
|           | Mạc Quý Tông            | Quý Tông        | Hoàn Thiên Thanh Địa Đoạt Văn Dương Vũ Huệ Đại Vương                     | Vĩnh Xương (1677–1681) | Mạc Kính Hẻ Mạc Kính Thụy Mạc Nguyên Thanh  | Con Mạc Kính Vũ                                  | 1677   | –      | 1681   |
|           | Mạc Đức Tông            | Đức Tông        | Thiên Địa Đại Bảo Văn Vũ Độ Đại Vương                                    | không có | Mạc Kính Quang Mạc Kính Tiêu Mạc Kính Hoảng | Con Mạc Kính Vũ, em Mạc Nguyên Thanh             | 1681   | –      | 1683   |

| Nam triều – Nhà Hậu Lê – giai đoạn Lê Trung hưng (1533–1789) |      |      |      |  |
|                                                              |      |      |      |  |
| 939                                                          | 1533 | 1789 | 1945 |  |

| Chân dung   | Vua            | Miếu hiệu  | Thụy hiệu                | Niên hiệu                                                                         | Tên húy                            | Thế thứ                                   | Trị vì | Trị vì | Trị vì |
| ----------- | -------------- | ---------- | ------------------------ | --------------------------------------------------------------------------------- | ---------------------------------- | ----------------------------------------- | ------ | ------ | ------ |
| không khung | Lê Trang Tông  | Trang Tông | Dụ Hoàng Đế              | Nguyên Hòa (1533–1548)                                                            | Lê Ninh Lê Huyến Lê Duy Ninh       | Được cho là con Lê Chiêu Tông             | 1533   | –      | 1548   |
|             | Lê Trung Tông  | Trung Tông | Vũ Hoàng Đế              | Thuận Bình (1548–1556)                                                            | Lê Huyên Lê Duy Huyên              | Con Lê Trang Tông                         | 1548   | –      | 1556   |
|             | Lê Anh Tông    | Anh Tông   | Tuấn Hoàng Đế            | Thiên Hựu (1556-1557) Chính trị (1558–1571) Hồng Phúc (1572–1573)                 | Lê Duy Bang                        | Cháu 6 đời của Lê Trừ, anh Lê Thái Tổ     | 1556   | –      | 1573   |
|             | Lê Thế Tông    | Thế Tông   | Nghị Hoàng Đế            | Gia Thái (1573–1577) Quang Hưng (1578–1599)                                       | Lê Đàm Lê Duy Đàm                  | Con thứ năm Lê Anh Tông                   | 1573   | –      | 1599   |
|             | Lê Kính Tông   | Kính Tông  | Huệ Hoàng Đế Giản Huy Đế | Thận Đức (1600-1600) Hoằng Định (1601-1619)                                       | Lê Duy Tân                         | Con thứ Lê Thế Tông                       | 1599   | –      | 1619   |
|             | Lê Thần Tông   | Thần Tông  | Uyên Hoàng Đế            | Vĩnh Tộ (1620––1628) Đức Long (1629–1634) Dương Hoà (1635–1643)                   | Lê Duy Kỳ                          | Con trưởng Lê Kính Tông                   | 1619   | –      | 1643   |
|             | Lê Chân Tông   | Chân Tông  | Thuận Hoàng Đế           | Phúc Thái (1643–1649)                                                             | Lê Duy Hựu Lê Duy Đề               | Con trưởng Lê Thần Tông                   | 1643   | –      | 1649   |
| không khung | Lê Thần Tông   | Thần Tông  | Uyên Hoàng Đế            | Khánh Đức (1649–1652) Thịnh Đức (1653–1657) Vĩnh Thọ (1658–1661) Vạn Khánh (1662) | Lê Duy Kỳ                          | Làm vua lần 2                             | 1649   | –      | 1662   |
|             | Lê Huyền Tông  | Huyền Tông | Mục Hoàng Đế             | Cảnh Trị (1663–1671)                                                              | Lê Duy Vũ Lê Duy Hy                | Con thứ Lê Thần Tông                      | 1663   | –      | 1671   |
|             | Lê Gia Tông    | Gia Tông   | Mỹ Hoàng Đế              | Dương Đức (1672––1673) Đức Nguyên (1674-1675)                                     | Lê Duy Cối Lê Duy Khoái            | Con thứ Lê Thần Tông                      | 1671   | –      | 1675   |
|             | Lê Hy Tông     | Hy Tông    | Chương Hoàng Đế          | Vĩnh Trị (1676-1680) Chính Hòa (1680-1705)                                        | Lê Duy Hợp Lê Duy Hiệp Lê Duy Cáp  | con thứ tư Lê Thần Tông                   | 1675   | —      | 1705   |
| không khung | Lê Dụ Tông     | Dụ Tông    | Hòa Hoàng Đế             | Vĩnh Thịnh (1706-1719) Bảo Thái (1720-1729)                                       | Lê Duy Đường Lê Duy Tạo            | con trưởng Lê Hy Tông                     | 1705   | —      | 1729   |
|             | Lê Duy Phường  | không có   | Hôn Đức Công             | Vĩnh Khánh (1729-1732)                                                            | Lê Duy Phường                      | con thứ Lê Dụ Tông                        | 1729   | —      | 1732   |
|             | Lê Thuần Tông  | Thuần Tông | Giản Hoàng Đế            | Long Đức (1732-1735)                                                              | Lê Duy Tường Lê Duy Hỗ             | con trưởng Lê Dụ Tông                     | 1732   | —      | 1735   |
|             | Lê Ý Tông      | Ý Tông     | Huy Hoàng Đế             | Vĩnh Hựu (1735-1740)                                                              | Lê Duy Thận Lê Duy Chấn Lê Duy Hỗ  | con thứ 11 Lê Dụ Tông                     | 1735   | —      | 1740   |
| không khung | Lê Hiển Tông   | Hiển Tông  | Vĩnh Hoàng Đế            | Cảnh Hưng (1740-1786)                                                             | Lê Duy Diêu Lê Duy Đào             | con trưởng Lê Thuần Tông                  | 1740   | —      | 1786   |
| không khung | Lê Chiêu Thống | không có   | Mẫn Hoàng Đế             | Chiêu Thống (1786-1789)                                                           | Lê Duy Kỳ Lê Duy Khiêm Lê Tư Khiêm | con Lê Duy Vỹ, cháu đích tôn Lê Hiển Tông | 1786   | —      | 1789   |

| Đàng Ngoài - Chúa Trịnh (1545-1787) |      |      |      |  |
|                                     |      |      |      |  |
| 939                                 | 1545 | 1787 | 1945 |  |

| Chân dung | Tước hiệu      | Miếu hiệu | Tôn hiệu                      | Niên hiệu | Tên húy                           | Thế thứ                                             | Trị vì | Trị vì | Trị vì |
| --------- | -------------- | --------- | ----------------------------- | --------- | --------------------------------- | --------------------------------------------------- | ------ | ------ | ------ |
|           | Trịnh Kiểm     | Thế Tổ    | Minh Khang Thái Vương         | không có  | Trịnh Kiểm                        | con rể Nguyễn Kim                                   | 1545   | —      | 1570   |
|           | Trịnh Cối      | không có  | Tuấn Đức Hầu, Trung Quốc Công | không có  | Trịnh Cối                         | con cả Trịnh Kiểm                                   | 1570   | —      | 1570   |
|           | Bình An Vương  | Thành Tổ  | Triết Vương                   | không có  | Trịnh Tùng                        | con thứ Trịnh Kiểm, chúa Trịnh đầu tiên             | 1570   | —      | 1623   |
|           | Thanh Đô Vương | Văn Tổ    | Nghị Vương                    | không có  | Trịnh Tráng                       | con thứ hai Trịnh Tùng                              | 1623   | —      | 1657   |
|           | Tây Định Vương | Hoằng Tổ  | Dương Vương                   | không có  | Trịnh Tạc                         | con thứ hai Trịnh Tráng                             | 1657   | —      | 1682   |
|           | Định Nam Vương | Chiêu Tổ  | Khang Vương                   | không có  | Trịnh Căn                         | con trưởng Trịnh Tạc                                | 1682   | —      | 1709   |
|           | An Đô Vương    | Hy Tổ     | Nhân Vương                    | không có  | Trịnh Cương                       | chắt của Trịnh Căn, cháu Trịnh Vịnh, con Trịnh Bính | 1709   | —      | 1729   |
|           | Uy Nam Vương   | Dụ Tổ     | Thuận Vương                   | không có  | Trịnh Giang Trịnh Khương Trịnh 𣞪 | con trưởng Trịnh Cương                              | 1729   | —      | 1740   |
|           | Minh Đô Vương  | Nghị Tổ   | Ân Vương                      | không có  | Trịnh Doanh                       | con thứ Trịnh Cương, em Trịnh Giang                 | 1740   | —      | 1767   |
|           | Tĩnh Đô Vương  | Thánh Tổ  | Thịnh Vương                   | không có  | Trịnh Sâm                         | con trưởng Trịnh Doanh                              | 1767   | —      | 1782   |
|           | Điện Đô Vương  | không có  | Xung Mẫn Vương                | không có  | Trịnh Cán                         | con thứ Trịnh Sâm                                   | 1782   | —      | 1782   |
|           | Đoan Nam Vương | không có  | Anh Liệt Linh Vương           | không có  | Trịnh Khải Trịnh Tông             | con trưởng Trịnh Sâm                                | 1782   | —      | 1786   |
|           | Án Đô Vương    | không có  | Huệ Định Công                 | không có  | Trịnh Bồng                        | con Trịnh Giang, anh họ Trịnh Sâm                   | 1786   | —      | 1787   |

| Đàng Trong - Chúa Nguyễn (1558-1777) |      |      |      |  |
|                                      |      |      |      |  |
| 939                                  | 1558 | 1777 | 1945 |  |

| Chân dung | Chúa                 | Miếu hiệu          | Thụy hiệu                                                                                         | Niên hiệu | Tên húy                                                           | Thế thứ                                                             | Trị vì | Trị vì | Trị vì |
| --------- | -------------------- | ------------------ | ------------------------------------------------------------------------------------------------- | --------- | ----------------------------------------------------------------- | ------------------------------------------------------------------- | ------ | ------ | ------ |
|           | Tiên Vương           | Liệt Tổ, Thái Tổ   | Triệu Cơ Tùy Thống Khâm Minh Cung Ý Cần Nghĩa Đạt Lý Hiển Ứng Chiêu Hựu Diệu Linh Gia Dụ Hoàng Đế | không có  | Nguyễn Hoàng                                                      | con út Nguyễn Kim                                                   | 1558   | —      | 1613   |
|           | Sãi Vương Phật Vương | Tuyên Tổ, Hy Tông  | Hiển Mô Quang Liệt Ôn Cung Minh Duệ Dực Thiện Tuy Du Hiếu Văn Hoàng Đế                            | không có  | Nguyễn Phúc Nguyên                                                | con trai thứ sáu Chúa Tiên                                          | 1613   | —      | 1635   |
|           | Thượng Vương         | Thần Tổ, Thần Tông | Thừa Cơ Toàn Thống Quân Minh Hùng Nghị Uy Đoán Anh Vũ Hiếu Chiêu Hoàng Đế                         | không có  | Nguyễn Phúc Lan                                                   | con trai thứ hai Chúa Sãi                                           | 1635   | —      | 1648   |
|           | Hiền Vương           | Nghị Tổ, Thái Tông | Tuyên Uy Kiến Vũ Anh Minh Trang Chính Thánh Đức Thần Công Hiếu Triết Hoàng Đế                     | không có  | Nguyễn Phúc Tần Nguyễn Phúc Cần                                   | con trai thứ hai Chúa Thượng                                        | 1648   | —      | 1687   |
|           | Nghĩa Vương          | Anh Tông           | Thiệu Hư Toản Nghiệp Khoan Hồng Bác Hậu Ôn Huệ Từ Tường Hiếu Nghĩa Hoàng Đế                       | không có  | Nguyễn Phúc Thái Nguyễn Phúc Trăn Nguyễn Phúc Ngàn                | con trai thứ hai Chúa Hiền                                          | 1687   | —      | 1691   |
|           | Minh Vương Quốc Chúa | Hiển Tông          | Anh Mô Hùng Lược Thánh Minh Tuyên Đạt Khoan Từ Nhân Thứ Hiếu Minh Hoàng Đế                        | không có  | Nguyễn Phúc Chu Nguyễn Phúc Tùng                                  | con trưởng Chúa Nghĩa                                               | 1691   | —      | 1725   |
|           | Ninh Vương           | Túc Tông           | Tuyên Quang Thiệu Liệt Tuấn Triết Tĩnh Uyên Kinh Văn Vĩ Vũ Hiếu Ninh Hoàng Đế                     | không có  | Nguyễn Phúc Chú Nguyễn Phúc Trú Nguyễn Phúc Thụ Nguyễn Phúc Vượng | con trưởng Chúa Minh                                                | 1725   | —      | 1738   |
|           | Vũ Vương             | Thế Tông           | Kiền Cương Uy Đoán Thần Nghị Thánh Du Nhân Từ Duệ Trí Hiếu Vũ Hoàng Đế                            | không có  | Nguyễn Phúc Khoát Nguyễn Phúc Hiểu                                | con trưởng Chúa Ninh                                                | 1738   | —      | 1765   |
|           | Định Vương           | Duệ Tông           | Thông Minh Khoan Hậu Anh Mẫn Huệ Hòa Hiếu Định Hoàng Đế                                           | không có  | Nguyễn Phúc Thuần Nguyễn Phúc Hân                                 | con trai thứ 16 Chúa Vũ                                             | 1765   | —      | 1776   |
|           | Tân Chính Vương      | không có           | Cung Mẫn Anh Đoán Huyền Mặc Vĩ Văn Mục Vương                                                      | không có  | Nguyễn Phúc Dương                                                 | con Nguyễn Phúc Hiệu, cháu nội Chúa Vũ, em con chú với vua Gia Long | 1776   | —      | 1777   |

Niên biểu Lê Trung hưng - Chúa Trịnh - Chúa Nguyễn
| Nhà Tây Sơn (1778-1802) |      |      |      |  |
|                         |      |      |      |  |
| 939                     | 1778 | 1802 | 1945 |  |

| Chân dung | Vua               | Miếu hiệu | Thụy hiệu                     | Niên hiệu                                   | Tên húy                                             | Thế thứ                                                  | Trị vì | Trị vì | Trị vì |
| --------- | ----------------- | --------- | ----------------------------- | ------------------------------------------- | --------------------------------------------------- | -------------------------------------------------------- | ------ | ------ | ------ |
|           | Thái Đức          | không có  | Minh Đức Hoàng Đế             | Thái Đức (1778-1788)                        | Hồ Nhạc Nguyễn Nhạc Nguyễn Văn Nhạc                 | con trưởng Hồ Phi Phúc, sáng lập triều đại               | 1778   | —      | 1788   |
|           | Quang Trung       | Thái Tổ   | Vũ Hoàng Đế Trung Thuần Vương | Quang Trung (1788-1792)                     | Nguyễn Huệ Nguyễn Quang Bình Nguyễn Văn Huệ Hồ Thơm | con thứ Hồ Phi Phúc, em Nguyễn Nhạc, con rể Lê Hiển Tông | 1788   | —      | 1792   |
|           | Nguyễn Quang Toản | không có  | không có                      | Cảnh Thịnh (1792-1801) Bảo Hưng (1801-1802) | Nguyễn Quang Toản Nguyễn Trát                       | con thứ Quang Trung, con rể Lê Hiển Tông                 | 1792   | —      | 1802   |

## Thời kỳ tái thống nhất vàPháp thuộccho đến khi chế độ phong kiến sụp đổ
| Nhà Nguyễn (1802-1945) |      |      |  |
|                        |      |      |  |
| 939                    | 1802 | 1945 |  |

| Chân dung | Hoàng đế   | Miếu hiệu  | Thụy hiệu | Niên hiệu              | Tên húy                                                                                  | Thế thứ                                                                                              | Trị vì | Trị vì | Trị vì |
| --------- | ---------- | ---------- | --- | ---------------------- | ---------------------------------------------------------------------------------------- | --- | ------ | ------ | ------ |
|           | Gia Long   | Thế Tổ     | Khai Thiên Hoằng Đạo Lập Kỷ Thùy Thống Thần Văn Thánh Vũ Tuấn Đức Long Công Chí Nhân Đại Hiếu Cao Hoàng Đế      | Gia Long (1802–1820)   | Nguyễn Phúc Ánh Nguyễn Phúc Chủng Nguyễn Phúc Noãn                                       | Sáng lập triều đại. Con thứ ba của Nguyễn Phúc Luân, cháu nội Nguyễn Phúc Khoát, con rể Lê Hiển Tông | 1802   | –      | 1820   |
|           | Minh Mạng  | Thánh Tổ   | Thể Thiên Xương Vận Chí Hiếu Thuần Đức Văn Vũ Minh Đoán Sáng Thuật Đại Thành Hậu Trạch Phong Công Nhân Hoàng Đế | Minh Mạng (1820–1841)  | Nguyễn Phúc Đảm Nguyễn Phúc Kiểu                                                         | Con thứ tư Gia Long                                                                                  | 1820   | –      | 1841   |
|           | Thiệu Trị  | Hiến Tổ    | Thiệu Thiên Long Vận Chí Thiện Thuần Hiếu Khoan Minh Duệ Đoán Văn Trị Vũ Công Thánh Triết Chương Hoàng Đế       | Thiệu Trị (1841–1847)  | Nguyễn Phúc Miên Tông Nguyễn Phúc Tuyền Nguyễn Phúc Dung                                 | Con trưởng Minh Mạng                                                                                 | 1841   | –      | 1847   |
|           | Tự Đức     | Dực Tông   | Thể Thiên Hanh Vận Chí Thành Đạt Hiếu Thể Kiện Đôn Nhân Khiêm Cung Minh Lược Duệ Văn Anh Hoàng Đế               | Tự Đức (1847–1883)     | Nguyễn Phúc Hồng Nhậm Nguyễn Phúc Thì                                                    | Con thứ Thiệu Trị                                                                                    | 1847   | –      | 1883   |
|           | Dục Đức    | Cung Tông  | Khoan Nhân Duệ Triết Tĩnh Minh Huệ Hoàng Đế                                                                     | không có               | Nguyễn Phúc Ưng Chân Nguyễn Phúc Ưng Ái                                                  | Con thứ Nguyễn Phúc Hồng Y, cháu nội Thiệu Trị, con nuôi Tự Đức                                      | 1883   | –      | 1883   |
|           | Hiệp Hòa   | không có   | Trang Cung Văn Lãng Quận vương Phế Đế                                                                           | Hiệp Hòa (1883)        | Nguyễn Phúc Hồng Dật Nguyễn Phúc Thăng                                                   | Con thứ 29 Thiệu Trị                                                                                 | 1883   | –      | 1883   |
|           | Kiến Phúc  | Giản Tông  | Thiệu Đức Chí Hiếu Uyên Duệ Nghị Hoàng Đế                                                                       | Kiến Phúc (1883-1884)  | Nguyễn Phúc Ưng Đăng                                                                     | Con thứ Nguyễn Phúc Hồng Cai, cháu nội Thiệu Trị                                                     | 1883   | –      | 1884   |
|           | Hàm Nghi   | không có   | Xuất Đế | Hàm Nghi (1884–1885)   | Nguyễn Phúc Ưng Lịch Nguyễn Phúc Minh                                                    | Em trai Kiến Phúc                                                                                    | 1884   | –      | 1885   |
|           | Đồng Khánh | Cảnh Tông  | Hoằng Liệt Thống Thiết Mẫn Huệ Thuần Hoàng Đế                                                                   | Đồng Khánh (1885–1889) | Nguyễn Phúc Ưng Kỷ Nguyễn Phúc Ưng Đường Nguyễn Phúc Ưng Thị Nguyễn Phúc Biện Chánh Mông | Con trưởng Nguyễn Phúc Hồng Cai, anh Kiến Phúc và Hàm Nghi                                           | 1885   | –      | 1889   |
|           | Thành Thái | không có   | Hoài Trạch Công Phế Đế                                                                                          | Thành Thái (1889–1907) | Nguyễn Phúc Bửu Lân Nguyễn Phúc Chiêu                                                    | Con Dục Đức                                                                                          | 1889   | –      | 1907   |
|           | Duy Tân    | không có   | Phế Đế | Duy Tân (1907–1916)    | Nguyễn Phúc Vĩnh San Nguyễn Phúc Hoảng                                                   | Con thứ Thành Thái                                                                                   | 1907   | –      | 1916   |
|           | Khải Định  | Hoằng Tông | Tự Thiên Gia Vận Thánh Minh Thần Trí Nhân Hiếu Thành Kính Di Mô Thừa Liệt Tuyên Hoàng Đế                        | Khải Định (1916-1925)  | Nguyễn Phúc Bửu Đảo                                                                      | Con trưởng Đồng Khánh                                                                                | 1916   | –      | 1925   |
|           | Bảo Đại    | không có   | không có | Bảo Đại (1925–1945)    | Nguyễn Phúc Vĩnh Thụy Nguyễn Phúc Thiển                                                  | Con Khải Định                                                                                        | 1925   | –      | 1945   |

## Thái thượng hoàng
Thái thượng hoàng có nghĩa là vua cha bề trên, có trường hợp chỉ gọi là thượng hoàng để có nghĩa rộng hơn (vua bề trên).
Tùy từng hoàn cảnh lịch sử, thực quyền của thượng hoàng khác nhau. Thượng hoàng có thể giao toàn quyền cho vua hoặc vẫn nắm quyền chi phối việc triều chính; hoặc có thể thượng hoàng chỉ mang danh nghĩa, có những vị không ở ngôi vua ngày nào nhưng do có con làm vua nên cũng được tôn xưng là Thái thượng hoàng. Đối với các vị chúa, khi nhường ngôi sẽ được tôn xưng là Thái thượng vương.
Thông thường, thượng hoàng là cha vua, nhưng có các trường hợp không phải như vậy: Thượng hoàng Trần Nghệ Tông truyền ngôi cho em là Duệ Tông, Duệ Tông mất lại lập cháu gọi bằng bác là Phế Đế; Thượng hoàng Mạc Thái Tổ truyền ngôi cho con là Thái Tông, Thái Tông mất sớm lại lập cháu nội là Hiến Tông; Thượng hoàng Lê Ý Tông là chú của vua Lê Hiển Tông.
Ngoài 7 Thượng hoàng nhà Trần từ Trần Thừa tới Nghệ Tông cùng Hồ Quý Ly, Mạc Thái Tổ, các Thượng hoàng còn lại trong lịch sử Việt Nam đều không tự nguyện làm Thượng hoàng mà do sự sắp đặt của quyền thần trong triều. Trong lịch sử Việt Nam, duy nhất có trường hợp Thái thượng hoàng, vua, Thái thượng vương và chúa cùng tồn tại trong khoảng 20 năm giai đoạn Cảnh Hưng cuối thời Hậu Lê. Đó là: Thái thượng hoàng Lê Ý Tông (1740–1759), vua Lê Hiển Tông (1740–1786), Thái thượng vương Trịnh Dụ Tổ (1740–1762) và chúa Trịnh Nghị Tổ (1740–1767).

## Quê hương và kinh đô các triều đại
| Triều đại     | Người sáng lập | Quê hương | Kinh đô |
| Hồng Bàng thị | Lộc Tục, tức Kinh Dương Vương | Núi Ngũ Lĩnh- Trung Quốc (nơi sinh) Khương Thủy, tỉnh Tứ Xuyên, Trung Quốc (quê tổ)                                                             | Hùng Vương thứ nhất định đô ở Phong Châu (nay là huyện Bạch Hạc, tỉnh Phú Thọ)                                           |
| Nhà Thục      | Thục Phán, tức An Dương Vương | Bồn địa Tứ Xuyên, tỉnh Tứ Xuyên, Trung Quốc | Phong Khê (nay là thành Cổ Loa, huyện Đông Anh, Hà Nội)                                                                  |
| Nhà Triệu     | Triệu Đà, tức Triệu Vũ Đế | Huyện Chính Định, tỉnh Hà Bắc, Trung Quốc | Cung điện Phiên Ngung (thành phố Quảng Châu, tỉnh Quảng Đông, Trung Quốc)                                                |
| Họ Trưng      | Trưng Trắc, tức Trưng Nữ Vương | Huyện Mê Linh, Hà Nội | Huyện Mê Linh, Hà Nội |
| Nhà Tiền Lý   | Lý Bí, tức Lý Nam Đế | Thôn Cổ Pháp, xã Tiên Phong, huyện Phổ Yên, tỉnh Thái Nguyên (đang tranh cãi)                                                                   | Long Uyên (nay thuộc quận Long Biên, Hà Nội hoặc Bắc Ninh)                                                               |
| Họ Triệu      | Triệu Quang Phục, tức Triệu Việt Vương (xen giữa Tiền Lý Nam Đế và Hậu Lý Nam Đế)                                                       | Huyện Khoái Châu, tỉnh Hưng Yên (đang tranh cãi)                                                                                                | Long Uyên (nay thuộc quận Long Biên, Hà Nội hoặc Bắc Ninh)... sau dời sang Vũ Ninh (nay là thị xã Quế Võ, tỉnh Bắc Ninh) |
| Họ Mai        | Mai Thúc Loan, tức Mai Hắc Đế | Làng Ngọc Trừng, xã Nam Thái, huyện Nam Đàn, tỉnh Nghệ An                                                                                       | Vạn An (nay thuộc huyện Nam Đàn, Nghệ An)                                                                                |
| Họ Phùng      | Phùng Hưng, tức Bố Cái Đại Vương | Xã Đường Lâm, thị xã Sơn Tây, Hà Nội (đang tranh cãi)                                                                                           | Tống Bình (nay thuộc Hà Nội)                                                                                             |
| Họ Khúc       | Khúc Thừa Dụ, tức Khúc Tiên Chủ | Xã Kiến Quốc, huyện Ninh Giang, tỉnh Hải Dương                                                                                                  | Đại La (nay thuộc Hà Nội)                                                                                                |
| Họ Dương      | Dương Đình Nghệ, tức Dương Chính Công (giai đoạn tự chủ) Dương Tam Kha, tức Dương Bình Vương (xen giữa Tiền Ngô Vương và Hậu Ngô Vương) | Tỉnh Thanh Hóa | Dương Đình Nghệ đóng đô ở Đại La (nay thuộc Hà Nội) còn Dương Tam Kha đóng đô ở thành Cổ Loa (huyện Đông Anh, Hà Nội)    |
| Họ Kiều       | Kiều Công Tiễn | Tỉnh Phú Thọ | Đại La (nay thuộc Hà Nội)                                                                                                |
| Nhà Ngô       | Ngô Quyền, tức Tiền Ngô Vương | Xã Đường Lâm, thị xã Sơn Tây, Hà Nội (đang tranh cãi)                                                                                           | Cổ Loa (huyện Đông Anh, Hà Nội)                                                                                          |
| Nhà Đinh      | Đinh Bộ Lĩnh, tức Đinh Tiên Hoàng | Xã Gia Phương, huyện Gia Viễn, tỉnh Ninh Bình                                                                                                   | Hoa Lư (nay thuộc tỉnh Ninh Bình)                                                                                        |
| Nhà Tiền Lê   | Lê Hoàn, tức Lê Đại Hành | Xã Liêm Cần, huyện Thanh Liêm, tỉnh Hà Nam (quê gốc) Xã Trường Yên, thành phố Hoa Lư, tỉnh Ninh Bình (nơi sinh)                                 | Hoa Lư (nay thuộc tỉnh Ninh Bình)                                                                                        |
| Nhà Lý        | Lý Công Uẩn, tức Lý Thái Tổ | Phường Đình Bảng, thành phố Từ Sơn, tỉnh Bắc Ninh                                                                                               | Thăng Long (Hà Nội) |
| Nhà Trần      | Trần Thủ Độ (người sáng lập thực tế) Trần Cảnh, tức Trần Thái Tông (hoàng đế đầu tiên)                                                  | Làng Tức Mặc, phường Lộc Vượng, thành phố Nam Định, tỉnh Nam Định (quê gốc) Xã Canh Tân, huyện Hưng Hà, tỉnh Thái Bình (nơi sinh)               | Thăng Long (Hà Nội) |
| Nhà Hồ        | Hồ Quý Ly | Xã Hà Đông, huyện Hà Trung, tỉnh Thanh Hóa (nơi sinh)                                                                                           | Tây Đô (huyện Vĩnh Lộc, Thanh Hoá)                                                                                       |
| Nhà Hậu Trần  | Trần Ngỗi, tức Giản Định Đế | Thành phố Hà Nội (nơi sinh) làng Tức Mặc, phường Lộc Vượng, Thành phố Nam Định, tỉnh Nam Định (quê gốc)                                         | Mô Độ (huyện Yên Mô - Ninh Bình)                                                                                         |
| Nhà Hậu Lê    | Lê Lợi, tức Lê Thái Tổ (giai đoạn Lê sơ) Lê Duy Ninh, tức Lê Trang Tông (giai đoạn Lê Trung hưng)                                       | Xã Xuân Thắng, huyện Thọ Xuân, tỉnh Thanh Hóa                                                                                                   | Đông Kinh (Hà Nội) |
| Nhà Mạc       | Mạc Đăng Dung, tức Mạc Thái Tổ | Thôn Cổ Trai, xã Ngũ Đoan, huyện Kiến Thụy, thành phố Hải Phòng (nơi sinh) Thôn Long Động, xã Nam Tân, huyện Nam Sách, tỉnh Hải Dương (quê gốc) | Đông Kinh (Hà Nội) |
| Chúa Trịnh    | Trịnh Kiểm (tức Trịnh Thế Tổ - người sáng lập thực tế) Trịnh Tùng (tức Trịnh Thành Tổ - chúa Trịnh chính thức đầu tiên)                 | Thôn Sóc Sơn, xã Vĩnh Hùng, huyện Vĩnh Lộc, tỉnh Thanh Hóa (quê gốc) Thôn Hổ Bái, xã Yên Bái, huyện Yên Định, tỉnh Thanh Hóa (nơi sinh)         | Đông Kinh (Hà Nội) |
| Chúa Nguyễn   | Nguyễn Kim (tức Nguyễn Triệu Tổ - người sáng lập thực tế) Nguyễn Hoàng (tức Nguyễn Thái Tổ - chúa Nguyễn chính thức đầu tiên)           | Thôn Gia Miêu, xã Hà Long, huyện Hà Trung, tỉnh Thanh Hóa                                                                                       | Phú Xuân (thành phố Huế - tỉnh Thừa Thiên Huế)                                                                           |
| Nhà Tây Sơn   | Nguyễn Nhạc, tức Thái Đức Đế | Thị trấn Phú Phong, huyện Tây Sơn, tỉnh Bình Định (nơi sinh) Thị trấn Hưng Nguyên, huyện Hưng Nguyên, tỉnh Nghệ An (quê gốc)                    | Quy Nhơn (thị xã An Nhơn, Bình Định)                                                                                     |
| Nhà Nguyễn    | Nguyễn Ánh, tức Nguyễn Thế Tổ | Thành phố Huế, tỉnh Thừa Thiên Huế (nơi sinh) Thôn Gia Miêu, xã Hà Long, huyện Hà Trung, tỉnh Thanh Hóa (quê gốc)                               | Huế (thành phố Huế - tỉnh Thừa Thiên Huế)                                                                                |

## Những chính thể tự trị và ly khai
Ngoài những triều đại chính thống, trong lịch sử Việt Nam còn xuất hiện những chính quyền tự chủ và tự lập. Họ là những triều đại không chính thức, có khi chỉ là 1 viên quan địa phương nổi lên hình thành thế lực cát cứ, hoặc là những người dân thường dựng cờ khởi nghĩa, thậm chí là các vương tôn hoàng thân quốc thích tranh chấp ngai vàng trong hoàng tộc nên tạo phản. Vì chính quyền của họ chưa thực sự vững mạnh hoặc chưa đủ điều kiện để thiết lập nên triều đại nên họ chỉ bị coi là giặc cỏ, là quân phiệt cát cứ, hay là quyền thần thế tập nhưng sự tồn tại của họ cũng là một nhân tố không thể thiếu trong dòng chảy lịch sử. Cũng có người đã xưng đế xưng vương đặt ra quốc hiệu, cũng có kẻ xưng công hầu khanh tướng, có người mới chỉ làm thủ lĩnh một vùng nhưng trên thực tế họ ít nhiều đã nắm quyền hành cai quản đất nước hoặc những khu vực địa lý nhất định chẳng khác gì một vương quốc độc lập. Ngoài ra còn có những khu vực tự trị của dân tộc thiểu số do các lãnh chúa người bản xứ cai trị, tuy danh nghĩa là thuần phục triều đình trung ương nhưng trên thực tế họ cũng có bộ máy cai trị và luật lệ riêng.

## Vua các quốc gia cổ
Ngoài những triều đại của người Kinh ra, trên dải đất Việt Nam hiện tại còn tồn tại nhiều quốc gia cổ đại do người dân tộc thiểu số sáng lập ra như các triều đại Chăm Pa: Hồ Tôn Tinh, Việt Thường thị, Lâm Ấp, Hoàn Vương, Chiêm Thành, Panduranga-Chăm Pa, Thuận Thành trấn. Các tiểu quốc của người thiểu số ở Tây Nguyên: Thủy Xá - Hỏa Xá, Tiểu quốc J'rai, Tiểu quốc Mạ, Tiểu quốc Adham... Những quốc gia này cũng có vị trí rất quan trọng trên vũ đài chính trị, và họ cũng tranh đấu với các triều đại người Việt suốt hàng ngàn năm, cuối cùng họ bị đồng hóa. Họ có nền văn hóa và bản sắc dân tộc riêng không ảnh hưởng gì đến nền văn minh Trung Hoa, bởi lãnh thổ của họ đã hoàn toàn thuộc về Việt Nam nên vua của họ cũng cần được xem là một phần lịch sử Việt Nam. Rất tiếc, ngoại trừ vương quốc Chăm Pa, các tiểu quốc khác do sử liệu không nhiều nên thông tin về các vị vua hầu như không có nên không thể lập danh sách riêng.
Ngoài ra còn có trường hợp Phù Nam và Thủy Chân Lạp ở Nam Bộ nhưng vùng đó chỉ là một phần lãnh thổ của hai đế chế này, do đó không hẳn vua của hai chính thể đó là vua Việt Nam mà chỉ có mối liên đới nhất định mà thôi.